# Ilha de Altamar
A ilha de Altamar (em turco: Akdamar Adası; em armênio: Աղթամար կղզի; romaniz.: Ałt’amar kłzi) é a segunda maior das quatro ilhas principais do lago de Vã, no leste da Turquia.

## História
Altamar originalmente pertencia à família Restúnio, uma das casas nobres (nacarares) do Reino da Armênia, onde fundaram uma fortaleza. No reinado de Cosroes III (r. 330–339), Databe traiu o reino ao apoiar as tropas invasoras do Império Sassânida. Vache I e Vaanes I capturaram Databe e o levaram perante Cosroes, que ordenou que fosse morto por apedrejamento. Sua família, esposa e filhos, que estavam abrigados em Altamar, foram massacrados por Vache como punição. No reinado de Tigranes VII (r. 339–350), Zora Restúnio desobedeceu as ordens do rei, que ordenou que Altamar fosse capturada e sua família fosse massacrada. Apenas Tazates sobreviveu.
O rei Cacício I (r. 908–943/4) do Reino de Vaspuracânia escolheu a ilha como uma de suas residências. Ele fundou um assentamento e ergueu um grande palácio quadrado ricamente decorado com afrescos, construiu um cais conhecido por sua complexa engenharia hidrotécnica, projetou ruas, jardins e pomares, plantou árvores e projetou áreas de recreação para si e sua corte. Entre 1116 e 1895, a ilha foi sede do catolicato de Altamar da Igreja Apostólica Armênia. Cachatur III, que morreu em 1895, foi o último católico de Altamar. Em abril de 1915, durante o genocídio armênio, os monges de Altamar foram massacrados, a catedral saqueada e os edifícios monásticos destruídos. Em 28 de agosto de 2010, uma pequena usina de energia solar foi inaugurada na ilha, para fornecer eletricidade às instalações locais.